# 云南蓝果树
云南蓝果树（学名：Nyssa yunnanensis），为蓝果树科蓝果树属下的一个种。一年生或多年生草本，灌木或亚灌木，常芳香。
由于栖息地破坏与过度伐木，云南蓝果树被列为极危物种。它们现时仅存于西双版纳的周边地区。

## 扩展阅读
維基物種上的相關：云南蓝果树